# Camí del Tossal

El Camí del Tossal, respecte del terme d'Abella de la Conca

El Camí del Tossal és un camí del terme municipal d'Abella de la Conca, a la comarca del Pallars Jussà.
Arrenca del mateix poble de Bóixols, del qual surt cap al nord pel davant de l'escola pública, es va enfilant cap a la partida de Les Solanetes, passa a ponent del paratge de Cal Carreu, passa successivament pel sud del Clot del Pi i pel nord del Clot de la Viuda, i arriba a la carena, just a ponent del Clot de la Viuda i al sud-est de Cal Badia, on en una placeta troba l'inici, cap a ponent, del Camí de Carrànima i, cap al nord, el camí que mena a Cal Gonella i Cal Moià.